# World Urban Games
I World Urban Games (WUG) sono una manifestazione multisportiva dedicata agli sport urbani ed alla cultura giovanile organizzata dal GAISF nell'ambito dei World Multi-Sport Games assieme ai World Combat Games ed ai World Mind Games.
La manifestazione si articola in due parti: una competitiva ed una dimostrativa (Showcase).
La prima edizione dei World Urban Games si è svolta nel 2019 a Budapest.

## Discipline

### Competizione
| Sport                 | Logo | Organizzazione                          | Sigla |
| --------------------- | ---- | --------------------------------------- | ----- |
| BMX freestyle         |      | Union Cycliste Internationale           | UCI   |
| BMX flatland          |      | Union Cycliste Internationale           | UCI   |
| Break dance           |      | World DanceSport Federation             | WDSF  |
| Corsa di orientamento |      | International Orienteering Federation   | IOF   |
| Pallacanestro 3x3     |      | Fédération Internationale de Basketball | FIBA  |
| Parkour Velocità      |      | International Parkour Federation        | IPF   |
| Pattinaggio freestyle |      | World Skate                             | WS    |
| Skateboard street     |      | World Skate                             | WS    |

### Showcase
| Sport              | Logo | Organizzazione                                  | Sigla |
| ------------------ | ---- | ----------------------------------------------- | ----- |
| Baseball5          |      | World Baseball Softball Confederation           | WBSC  |
| Canottaggio Indoor |      | Fédération Internationale des Sociétés d'Aviron | FISA  |
| Frisbee            |      | World Flying Disc Federation                    | WFDF  |
| Laser-run          |      | Union Internationale de Pentathlon Moderne      | UIPM  |